# Park an der Reuthenkoppel
Der Park an der Reuthenkoppel ist eine Grünfläche im Stadtteil Wittorf der schleswig-holsteinischen Stadt Neumünster. Die Parkanlage liegt an der Stör zwischen Reuthenkoppel und Mühlenweg und ist ca. 2,2 Hektar groß. Am Rand des Parks befindet sich ein Spielplatz.